# Currie (Minnesota)
Currie es una ciudad ubicada en el condado de Murray en el estado estadounidense de Minnesota. En el Censo de 2010 tenía una población de 233 habitantes y una densidad poblacional de 157,28 personas por km².

## Geografía
Currie se encuentra ubicada en las coordenadas 44°4′14″N 95°40′2″O / 44.07056, -95.66722. Según la Oficina del Censo de los Estados Unidos, Currie tiene una superficie total de 1.48 km², de la cual 1.48 km² corresponden a tierra firme y (0%) 0 km² es agua.

## Demografía
Según el censo de 2010, había 233 personas residiendo en Currie. La densidad de población era de 157,28 hab./km². De los 233 habitantes, Currie estaba compuesto por el 100% blancos, el 0% eran afroamericanos, el 0% eran amerindios, el 0% eran asiáticos, el 0% eran isleños del Pacífico, el 0% eran de otras razas y el 0% pertenecían a dos o más razas. Del total de la población el 1.72% eran hispanos o latinos de cualquier raza.